# Crispiano
Crispiano – miejscowość i gmina we Włoszech, w regionie Apulia, w prowincji Tarent.
Według danych na rok 2004 gminę zamieszkiwały 12 602 osoby, 113,5 os./km².